# Adolf Clemens (Komponist)
Adolf Clemens (* 15. Februar 1909 in Köln; vermisst seit dem 9. Dezember 1942 bei Stalingrad) war ein deutscher Chorleiter, Chorkomponist und Kompositionslehrer.

## Leben und Werk
Adolf Clemens studierte bei Kaspar Roeseling (1894–1960) und Heinrich Lemacher Komposition sowie Orgel in Köln. Clemens war als Chorleiter und Chorkomponist tätig. Er hatte für die Erneuerung des Männerchorwesens im Rheinland eine nachhaltige Bedeutung.
Adolf Clemens schuf Männerchöre, Lieder und Volksliedbearbeitungen. In seinen Kantaten wie Meerfahrt oder Werden und Reifen und in seinen a-cappela-Chören zeigt er sich von Paul Hindemith und Bela Bartók beeinflusst. Am 18. September 1939 beantragte er die Aufnahme in die NSDAP und wurde zum 1. November desselben Jahres aufgenommen (Mitgliedsnummer 7.234.294).
Adolf Clemens war katholisch und verheiratet mit Gertrud Clemens, geborene Fieger. Ihr gemeinsamer Sohn war der gleichnamige, 1942 in Köln geborene Fotograf Adolf Clemens.